# Денисов, Георгий Михайлович (государственный деятель)
Георгий Михайлович Денисов (26 августа 1915, Калуга — 7 августа 1979, Москва) — советский хозяйственный, государственный и политический деятель.

## Биография
Родился в 1915 году в Калуге. Член ВКП(б) с 1944 года.
С 1939 года — на хозяйственной, общественной и политической работе. В 1939—1979 годах — инженер, старший инженер, начальник группы Технического отдела, производитель работ строительного участка № 3, начальник 6-го строительного участка Новокузнецк — Магнитогорской магистрали, начальник 1-го строительного участка строительства № 24, начальник мотопоезда № 26, главный инженер треста «Уралстройпуть», начальник Кузнецкого строительного управления, начальник строительского управления «Кузбасстрансстрой», управляющий трестом «Кузбасстрансстрой» Главного управления железнодорожного строительства Урала и Сибири, заведующий Отделом строительства и городского строительства Кемеровского промышленного областного комитета КПСС, председатель Исполнительного комитета Кемеровского промышленного областного Совета, секретарь Кемеровского промышленного комитета КПСС, начальник Главного производственно-распорядительного управления по Украинской и Молдавской ССР Министерства сельского строительства СССР.
Умер в 1979 году в Москве.